# Dumoulin Rocks
Die Dumoulin Rocks (französisch Îles Dumoulin) sind eine Gruppe von Rifffelsen vor der Westküste des Grahamlands im Norden der Antarktischen Halbinsel. Im Palmer-Archipel liegen sie 6 km nordöstlich des Kap Legoupil vor der Nordspitze von Tower Island.
Der französische Polarforscher Jules Dumont d’Urville benannte sie im Zuge der Dritten Französischen Antarktisexpedition (1837–1840). Namensgeber ist Clément Adrien Vincendon-Dumoulin (1811–1858), Hydrograph der Forschungsreise. D’Urvilles Benennung umfasste allerdings auch die nordwestlich liegenden und heute als Kendall Rocks bekannten Felsen. Die französische Benennung überführte das UK Antarctic Place-Names Committee am 23. September 1960 ins Englische.